# Czernidłaczek pniakowy

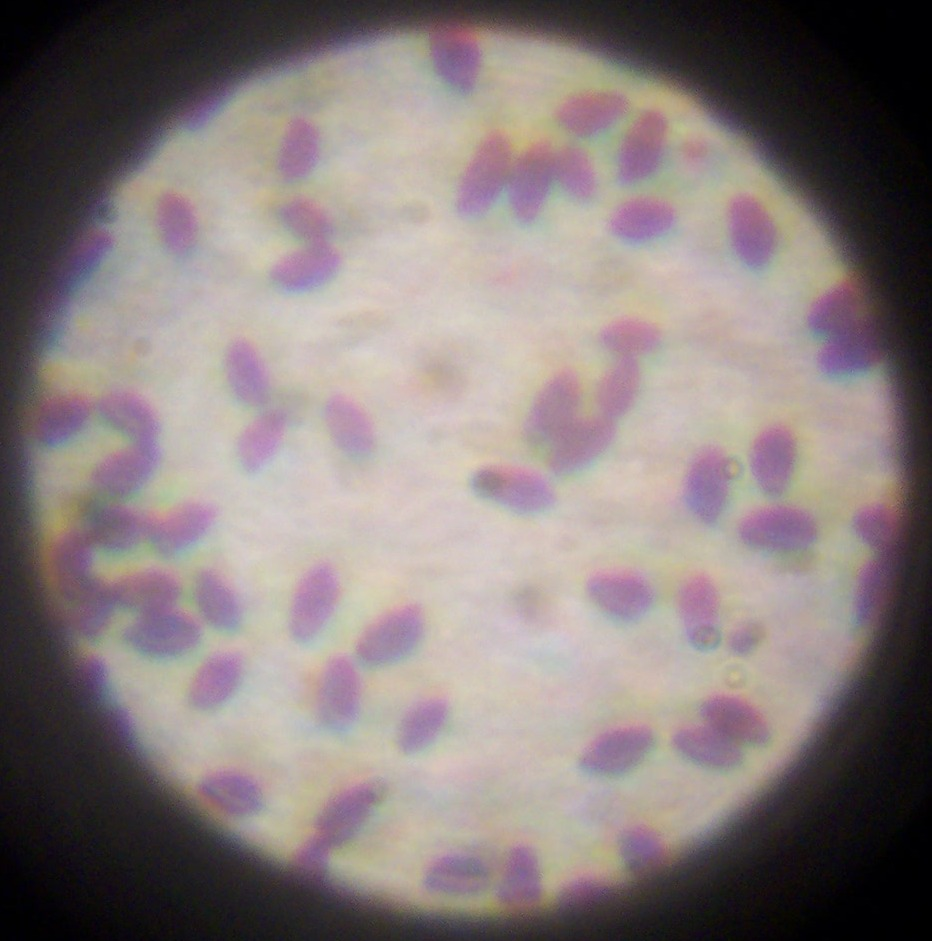
Zarodniki

Czernidłaczek pniakowy, czernidłak pniakowy (Coprinellus saccharinus (Romagn.) P. Roux, Guy García & Dumas) – gatunek grzybów należący do rodziny kruchaweczkowatych (Psathyrellaceae).

## Systematyka
Pozycja w klasyfikacji według Index Fungorum: Coprinellus, Psathyrellaceae, Agaricales, Agaricomycetidae, Agaricomycetes, Agaricomycotina, Basidiomycota, Fungi.
Po raz pierwszy opisał go w 1976 r. Henri Charles Louis Romagnesi, nadając mu nazwę Coprinus saccharinus. W wyniku badań filogenetycznych prowadzonych na przełomie XX i XXI wieku mykolodzy ustalili, że rodzaj Coprinus jest polifiletyczny i rozbili go na kilka rodzajów. Obecną, uznaną przez Index Fungorum nazwę nadali temu gatunkowi P. Roux, Guy García & Dumas w 2006 r.
W 2003 r. Władysław Wojewoda zaproponował polską nazwę czernidłak pniakowy dla synonimu Coprinus saccharinus. Po przeniesieniu tego gatunku do rodzaju Coprinellus stała się niespójna z obecną nazwą naukową. W 2025 r. Komisja ds. Polskiego Nazewnictwa Grzybów Polskiego Towarzystwa Mykologicznego zarekomendowała dla rodzaju Coprinellus nazwę czernidłaczek.

## Morfologia
Kapelusz
Osiąga średnicę do 30 mm i wysokość do 16 mm. Kształt początkowo jajowaty, potem rozszerzający się, w końcu wypukły. Podczas dojrzewania, podobnie jak inne czernidłaki rozpływa się, ale nie całkowicie. Powierzchnia promieniście rowkowana, o barwie ochrowo-brązowej, na szczycie ciemniejsza, pokryta kłaczkowatymi resztkami osłony.
Blaszki
Wolne lub przylegające, początkowo białe, potem coraz ciemniejsze od zarodników, w końcu czarne. Po dojrzeniu zarodników rozpływają się w czarną ciecz. Na ostrzach widoczne cystydy.
Trzon
Prosty, cylindryczny o wysokości do 3 cm. Powierzchnia biała, z resztkami osłony przy podstawie.
Cechy mikroskopowe
Wysyp zarodników czarniawy. Skórka zbudowana ze splecionych strzępek. Podstawki 4-zarodnikowe o wymiarach 8–9 µm × 16–21 µm. Pileocystyd i kaulocystyd brak. Cheilocystydy liczne, duże, cylindryczne, 42–47 × 98–118 µm. Pleurocystydy podobne, o wymiarach 44–45 × 105–121 µm. Zarodniki elipsoidalne, gładkie, grubościenne, z porami rostkowymi o szerokości 1,4–2 µm. Wymiary: L = 7,3–10,5 µm; W = 5,3-7,4 ; Q = 1,27-1,54, Qm: 1,40.
Gatunki podobne
Morfologicznie czernidłaczek pniakowy Coprinellus saccharinus nie odróżnia się od czernidłaka błyszczącego (Coprinellus micaceus), obydwa gatunki rosną też na podobnych siedliskach. Różnica jest tylko w budowie mikroskopowej. C. saccharinus odróżnia się brakiem kaulocystyd i kształtem zarodników, które są elipsoidalne lub jajowate.

## Występowanie i siedlisko
W Europie jest szeroko rozprzestrzeniony, ale rzadki. W opracowaniu W. Wojewody z 2003 r. na terenie Polski podano 4 jego stanowiska i według W. Wojewody rozprzestrzenienie tego gatunku i stopień zagrożenia na terenie Polski nie są znane. B. Gierczyk w 2011 r. podaje jeszcze jedno stanowisko. Pisze, że gatunek ten prawdopodobnie jest częstszy, ale zapewne z racji swojego podobieństwa jest brany za pospolitego czernidłaka błyszczącego (Coprinellus micaceus). Kilka innych stanowisk podaje także internetowy atlas grzybów. Coprinellus radians znajduje się w nim na liście gatunków zagrożonych i wartych objęcia ochroną.
Saprotrof. Rozwija się na próchniejących gałązkach, resztkach drewna i liściach.